# Rai dire Niùs
Rai dire Niùs è stato un programma televisivo in onda su Rai 2 dal 13 febbraio al 9 giugno 2017, dal lunedì al venerdì alle 21:05. Era condotto dal Mago Forest e da Mia Ceran con la partecipazione della Gialappa's Band e di Brenda Lodigiani.
Il programma, della durata di circa 15 minuti, prevedeva la messa in onda di video diventati virali pescati dalla rete, con commenti a fatti di cronaca e politica, intromissioni di strampalati cronisti e ospitate di personaggi dello spettacolo. Direttore artistico del programma era il comico Marcello Cesena, che proponeva anche sketch in cui comparivano, tra gli altri, alcuni personaggi della serie Sensualità a corte.